# Katharina Krapp
Katharina Krapp, aussi connue comme Katharina Mélanchthon, née en octobre 1497 à Wittemberg et morte dans la même ville le 11 octobre 1557, est une femme allemande, fille du tailleur et maire de Wittenberg, Hans Krapp. 
Indépendante et libre, elle épouse plus tard Philippe Mélanchthon et s'implique dans la gestion de leur famille et l'éducation de leurs enfants.

## Biographie
Krapp est la fille du maire de Wittemberg, Hans Krapp. Elle épouse Philippe Mélanchthon le 25 novembre 1520, et, de manière étonnante pour l'époque, les deux ont le même âge. Le mariage est en réalité poussé par Luther, son protecteur, qui déclare dès août que Dieu est « intervenu pour le bien de l'évangile, afin qu'il vive plus longtemps sous la protection d'une femme ». Elle semble être indépendante et libre, car, peu après leur mariage, Mélanchthon écrit à son ami Martin Luther, en grec, qu'il n'est « plus le maître dans sa propre maison ». Celui-ci se plaint à un autre ami, dans ces premières années de mariage, il déclare à Johann Lange, en mélange de grec et de latin : 

« Katharina Krapp m'est donnée comme épouse. Je ne dis pas qu'elle n'était pas attendue ou qu'elle était froide, mais elle possède les manières et le caractère que j'aurais dû souhaiter des dieux immortels. [...] Mais j'ai suivi le conseil de mes amis, qui m'ont encouragé à me marier, à cause du danger de la faiblesse de la chair et de la malignité de la liberté charnelle. »

Malheureusement pour la connaissance de Krapp, il n'y a aucune lettre entre elle et son époux conservée, même si une correspondance entre eux existait probablement. De plus, à part une lettre écrite en son nom au chancelier du Kurbrandenburg, il n'y a aucune source primaire à son sujet hormis les témoignages de son époux à d'autres. Les deux sont assez malheureux, au départ, mais en viennent progressivement à s'aimer, au fil des années. Katharina donne naissance aux quatre enfants du couple. 
Elle meurt le 11 octobre 1557 à Wittemberg. Peu après sa mort, Mélanchthon écrit à son sujet avec tendresse, ce qui laisse supposer que les deux réussissent à s'accorder au fil du temps : « Le désir de l'épouse perdue ne s'éteint pas chez les vieillards comme chez les jeunes, qui sont toujours capables de nouveaux élans amoureux. »